# Новониколаевка (Новгородковская поселковая община)
Новоникола́евка (укр. Новомиколаївка) — село в Новгородковской поселковой общине Кропивницкого района Кировоградской области Украины.
До 2020 года входило в Новгородковский район
Население по переписи 2001 года составляло 311 человек. Почтовый индекс — 28216. Телефонный код — 5241. Код КОАТУУ — 3523483901.
В селе родился Герой Советского Союза Владимир Кравченко.